# Spruitenstroompje
Le Spruitenstroompje est une petite rivière néerlandaise du Brabant-Septentrional. C'est un affluent de la Reusel.

## Géographie
Le ruisseau prend sa source sous le nom de Hoogeindsche Beek près de la frontière belgo-néerlandaise au sud-ouest d'Esbeek. Le Spruitenstroompje traverse la partie nord de la forêt domaniale de De Utrecht, passe à l'est d'Esbeek et de Hilvarenbeek. À la hauteur d'Annanina's Rust, petite zone écologique, il reçoit le ruisseau du Roodloop. À l'est de Biest-Houtakker, le Spruitenstroompje passe sous le Canal Wilhelmine pour se jeter dans la Reusel un peu plus loin.

## Source
- (nl) Cet article est partiellement ou en totalité issu de l’article de Wikipédia en néerlandais intitulé « Spruitenstroompje » (voir la liste des auteurs).